# Comuna Spas, Rojneativ
Spas (în ucraineană Спас) este o comună în raionul Rojneativ, regiunea Ivano-Frankivsk, Ucraina, formată din satele Pidsuhî, Pohorileț și Spas (reședința).

## Demografie
Componența lingvistică a comunei Spas
     Ucraineană (99,76%)
     Alte limbi (0,24%)
Conform recensământului din 2001, majoritatea populației comunei Spas era vorbitoare de ucraineană (99,76%), existând în minoritate și vorbitori de alte limbi.